# Месје 27
Месје 27 (М27, маглина Тег, Утег, Бучица) је планетарна маглина у сазвежђу Лисица која се налази у Месјеовом каталогу објеката дубоког неба.
Деклинација објекта је + 22° 43' 18" а ректасцензија 19h 59m 36,3s. Привидна величина (магнитуда) објекта М27 износи 7,4 а фотографска магнитуда 7,6. М27 је још познат и под ознакама NGC 6853, PK 60+3.1, CS=13., Dumbbell nebula.